# Alsium

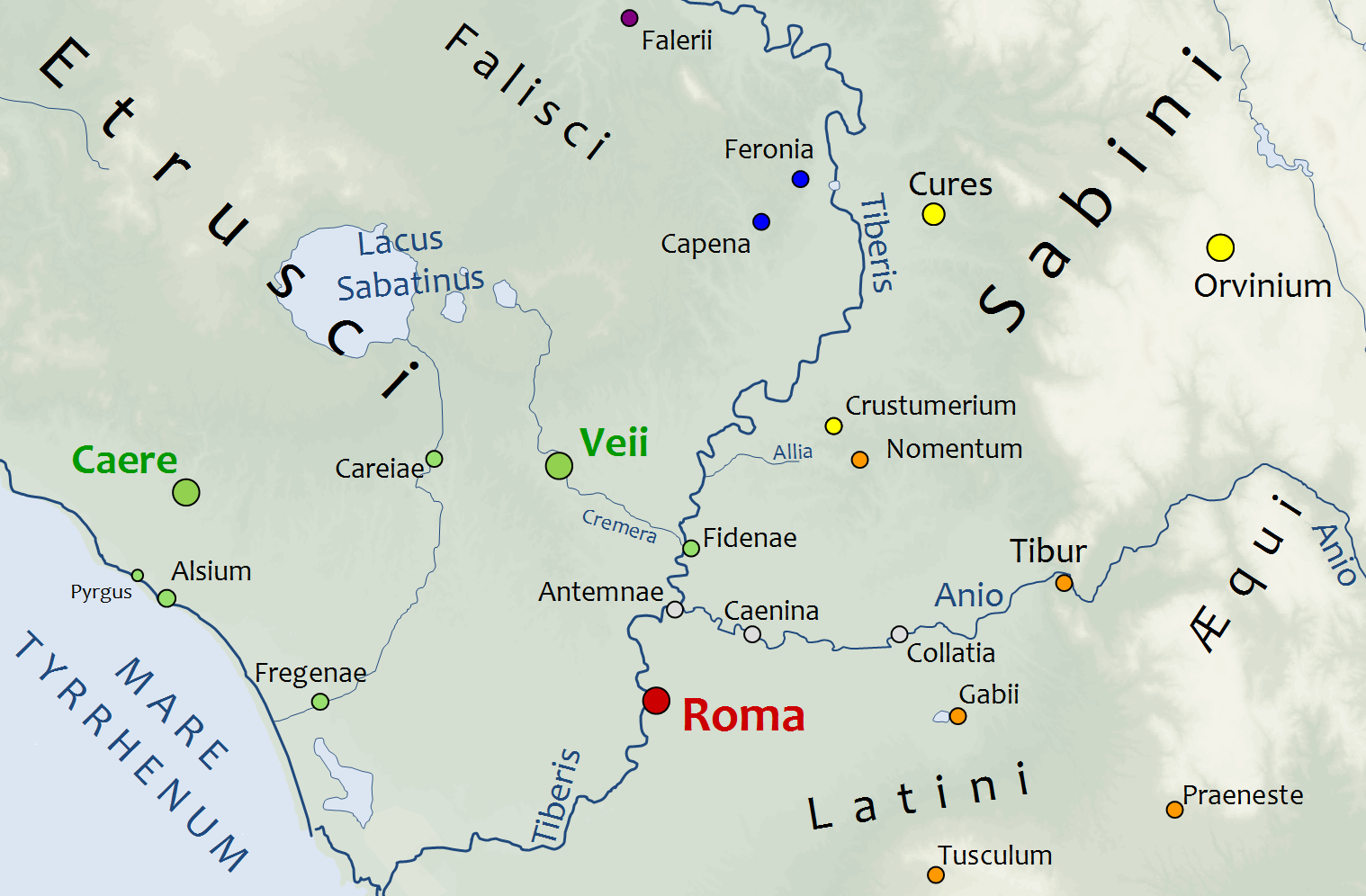
Posizione di Alsium nel Latium vetus.

Alsium (in italiano Alsio)  era un'antica città sulla costa dell'Etruria, tra Pyrgi e Fregenae, sulla via Aurelia, a 29 chilometri dall'antica città di Porto, sulla foce del Tevere, a 35 chilometri da Roma.

## Origini e Storia
Era una delle città più antiche dell'Etruria, sebbene apparve nelle cronache romane solo nel 247 a.C., quando fu da questi colonizzata come le altre coloniae marittimae, ovvero accampamenti militari con castra costruiti nei pressi del mare, per divenire poi luogo di villeggiatura dei patrizi romani che fecero costruire numerose ville. La città fu iscritta alla tribù maecia, fondata nel 332 a.C..Non si sa nulla sul periodo etrusco della città, si deduce solamente che questa fungesse da porto per l'antica Caere.
Secondo Dionigi di Alicarnasso fu fondata dai Pelasgi, popolazione preellenica di origine non meglio definita, e dagli Aborigeni, che lo scrittore romano indica essere gli abitanti autoctoni del centro-Italia prima dell'ascesa di Roma, la cui origine è a loro volta incerta ma secondo Dionigi si trattava di una popolazione nomade che, venuta in contatto con la popolazione dei Pelasgi, fondò molte città tra le quali Alsium, Saturnia e Pisa.
Non ebbe mai grande importanza, ed è nota soprattutto perché alcuni importanti personaggi romani, come Pompeo e Giulio Cesare, vi ebbero una villa, stando a quanto scritto nei testi di Cicerone, che cita inoltre la presenza di un porto nella città e della visita da parte di Giulio Cesare, accolto dai generali romani. A frequentare la località alsiense furono anche altri personaggi quali Marco Aurelio, che sembra essere stato assiduo visitatore, Lucio Verginio Rufo e Plinio il Vecchio, il quale descrisse l'organizzazione politica della città: il municipio, ricordato tra i comuni d'Etruria, era governato dai duumviri, ovvero dei magistrati dell'antica Roma che governavano in coppia, costituendo una diarchia di fatto, per un periodo che ricopriva solitamente l'arco di un anno. I personaggi che hanno nominato questo insediamento, oltre Dionigi e Cicerone, sono  Plinio stesso, Frontone, Tolomeo e Rutilio Namaziano, che durante un suo viaggio diretto in Gallia nel V secolo commentò la presenza di numerose villae romane che si affacciavano sul mare, descrivendo anche la prosperità e l'importanza della città, che in età augustea costituiva municipio indipendente. A  seguito della guerra gotica Alsium venne distrutta nel 546 dal re degli ostrogoti Totila: da qui la città ha visto il suo declino, nonostante vi fosse ancora una presenza di villae.
Sui terreni dell'antica Alsium sorge oggi la città di Ladispoli, fondata nell'anno 1888 dal Principe Odescalchi Ladislao a seguito della donazione da parte del padre del castello, situato nella frazione denominata Palo laziale.

## Localizzazione
Nella località di Monteroni, frazione del comune di Ladispoli, si trova una necropoli etrusca scoperta nel 1838 che si ritiene essere la necropoli di Alsium. Sono rimasti inoltre molti resti delle ville romane, tra cui anche un'antica cisterna. La testimonianza archeologica più importante del periodo alsiense è la villa romana di san Nicola, situata nell'omonima frazione di Marina di san Nicola, di età augustea (I secolo a.C. - II secolo d.C.) che si ritiene essere stata la villa dello stesso Pompeo, tanto da essere denominata "Villa di Pompeo" dagli abitanti, nonostante la mancanza di prove storiche, nella quale è stata rinvenuta un'erma raffigurante il dio romano Giano Bifronte. 